# Drosophila halapepe
Drosophila halapepe este o specie de muște din genul Drosophila, familia Drosophilidae, descrisă de Karl N. Magnacca și O'grady în anul 2008. Conform Catalogue of Life specia Drosophila halapepe nu are subspecii cunoscute.